# Wilstedt
Wilstedt è un comune di 1.675 abitanti della Bassa Sassonia, in Germania.
Appartiene al circondario (Landkreis) di Rotenburg (Wümme) (targa ROW) ed è parte della comunità amministrativa (Samtgemeinde) di Tarmstedt.

## Storia

### Simboli
Lo stemma è partito: nel primo, su sfondo argento, una croce patente scorciata fitta (Nagelkreuz) di nero, simbolo di Verden, che ricorda la storica appartenenza alla diocesi di Verden; nel secondo, di azzurro, è raffigurato sant'Ansgario (801–865), arcivescovo di Brema, d'oro, che tiene nella mano destra un pastorale vescovile e nella sinistra una chiesa, poiché la località venne menzionata per la prima volta in un documento sotto il suo episcopato.
La bandiera è un drappo troncato di azzurro e di giallo caricato al centro dello stemma comunale.